# Mazda R100
A Mazda R100 modell (Japánban Mazda Familia Presto Rotary néven árulták) egy kis méretű 2+2 üléses kupé, amelyet 1968 és 1973 között gyártottak.
A modell műszaki szempontból a Mazda 1000/1300 (Japánban Familia néven árulták) modellel egyezett meg. Meghajtásáról a második generációs Mazda 110 S Cosmo Sport modellben szolgálatot teljesítő 0820 tipusú Wankel-motor egy porlasztósra átalakított változata gondoskodott, amely így 74 kW, 100 lóerőt teljesített. A motortól eltekintve a modell műszaki alapjai hagyományosnak tekinthetőek, merevtengelyes hátsó futóművel és hátsó dobfékekkel rendelkezett.
Az R100 modellt Japánban, USA-ban és egyes európai piacokon – például Franciaországban – árusították.